# Kolcosznicowate
Kolcosznicowate (Platacanthomyidae) – rodzina ssaków z nadrodziny myszowych (Muroidea) w obrębie rzędu gryzonii (Rodentia).

## Zasięg występowania
Rodzina obejmuje gatunki występujące w południowej części Azji: południowe prowincje Chin i północno-zachodni Wietnam (Typhlomys cinereus) oraz indyjski stan Kerala (Platacanthomys lasiurus).

## Systematyka
Takson był pierwotnie lokowany przez Edwarda Alstona, w rodzinie myszowatych. Później zoolodzy sytuowali go w popielicowatych (Thomas 1896), w nadrodzinie myszowe (Muroidea (Miller i Gidley 1918)), w nadrodzinie Gliroidea (Simpson 1945), rodzinie chomikowatych (Chaline et al. 1977), ponownie w nadrodzinie Muroidea (Musser and Carleton 2005), a ostatecznie po badaniach filogenetycznych przeprowadzonych przez zespół Jansa, Giarla i Lim (2009) został uznany za odrębną rodzinę rzędu gryzoni.

### Podział systematyczny
Rodzina Platacanthomyidae obejmuje dwa występujące współcześnie rodzaje:
- Platacanthomys Blyth, 1859 – kolcosznica – jedynym występującym współcześnie gatunkiem jest Platacanthomys lasiurus Blyth, 1859 – kolcosznica dziuplowa
- Typhlomys Milne-Edwards, 1877 – kolcoszniczka

Opisano również rodzaj wymarły:
- Neocometes Schaub & Zapfe, 1953

### Etymologia
Nazwa „Platacanthomyidae” wywodzi się z greki – od słów:  πλάτη (plate) znaczącego „spłaszczona” i ἄκανθα (akantha) – „szczecina” oraz μῦς (mys), znaczącego „mysz” i jest aluzją do sierści, która w części grzbietowej tych gryzoni przetykana jest długim włosem.

## Kopalne ślady występowanie Platacanthomyidae
Kopalne ślady Typhlomys – T. primitivus i T. hipparionium – datowane na późny miocen zostały odnalezione w chińskiej prowincji Junnan. Pochodzące z późnego pliocenu szczątki T. macrourus i T. hipparionium odkryto w prowincjach Syczuan i Kuejczou. Mimo iż współcześni przedstawiciele Platacanthomys znani są jedynie z półwyspu Indyjskiego, to kopalne ślady ich przodków (P. dianensis) odkryto w chińskiej prowincji Junnan.